# 甲氧羰基亚甲基三苯基膦
甲氧羰基亚甲基三苯基膦是一种有机磷化合物，可用于有机合成。它可以进行Wittig反应。它可用于维生素B12全合成。

## 合成
它可由溴乙酸、二环己基碳二亚胺和三苯基膦经多步反应制得。